# Ос-ан-Асп
Ос-ан-Асп (фр. Osse-en-Aspe) — коммуна во Франции, находится в регионе Аквитания. Департамент — Атлантические Пиренеи. Входит в состав кантона Олорон-Сент-Мари-1. Округ коммуны — Олорон-Сент-Мари.
Код INSEE коммуны — 64433.

## География
Коммуна расположена приблизительно в 690 км к югу от Парижа, в 210 км южнее Бордо, в 40 км к юго-западу от По.
На востоке коммуны протекает река Гав-д’Асп.

### Климат
Климат тёплый океанический. Зима мягкая, средняя температура января — от +5°С до +13°С, температуры ниже −10 °C бывают редко. Снег выпадает около 15 дней в году с ноября по апрель. Максимальная температура летом порядка 20-30 °C, выше 35 °C бывает очень редко. Количество осадков высокое, порядка 1100 мм в год. Характерна безветренная погода, сильные ветры очень редки.

## Население
Население коммуны на 2010 год составляло 327 человек.
| 1962 | 1968 | 1975 | 1982 | 1990 | 1999 | 2010 |
| ---- | ---- | ---- | ---- | ---- | ---- | ---- |
| 398  | 337  | 342  | 299  | 307  | 314  | 327  |

## Администрация
| Период | Период | Фамилия    | Партия | Примечания |
| ------ | ------ | ---------- | ------ | ---------- |
| 1995   | 2014   | Пьер Иссон |        |            |
| 2014   | 2020   | Жерар Бюр  |        |            |

## Экономика
В 2010 году среди 173 человек трудоспособного возраста (15-64 лет) 103 были экономически активными, 70 — неактивными (показатель активности — 59,5 %, в 1999 году было 54,0 %). Из 103 активных жителей работали 99 человек (51 мужчина и 48 женщин), безработных было 4 (2 мужчин и 2 женщины). Среди 70 неактивных 9 человек были учениками или студентами, 26 — пенсионерами, 35 были неактивными по другим причинам.

## Достопримечательности
- Церковь Св. Стефана (XII век)
- Протестантский храм (XIX век)

## Фотогалерея
- Ос-ан-Асп
- Церковь Св. Стефана
- Протестантский храм
- Интерьер храма
- Общественная прачечная
- Река Гав-д’Асп